# Stuart Broomer
Stuart Broomer ist ein kanadischer Jazzpianist und Musikkritiker.
Broomer studierte Klavier und Komposition bei Samuel Dolin am Royal Conservatory of Music in Toronto. 1976 nahm er mit dem Saxophonisten Bill Smith das Album Conversation Pieces auf. Beim Sound of Toronto-Jazzfestival 1977 trat er mit dem Stuart Broomer Quartet (mit Bill Smith und Maury Coles und dem Schlagzeuger John Mars) auf. Die Formation führte er bis 1980 als Trio Broomer, Mars & Smith weiter. Im Jahr 1980 schied auch Smith aus, und das Duo Stuart Broomer & John Mars spielte 1983 sein Debütalbum Annihilated Surprise ein, das 16 Jahre später wiederveröffentlicht wurde.
Das Duo löste sich 1986 auf, und Broomer trat in der Folgezeit vorwiegend als Musikkritiker hervor. Seine Artikel erschienen u. a. bei Toronto Globe and Mail, Musicworks, Signal to Noise, Down Beat, Cadence und dem Jazzmagazin Coda, das er zeitweise auch herausgab. Sein besonderes Interesse gilt der Musik Anthony Braxtons, über den er das Buch Time and Anthony Braxton verfasste. Er schrieb die Liner Notes zu mehreren von dessen Alben, außerdem zu Alben u. a. von Julius Hemphill, Heinz Geisser, Joëlle Léandre, Roscoe Mitchell, Lauren Newton und Simon Nabatov.